# Плеханов, Дмитрий Викторович
Дмитрий Викторович Плеханов (род. 13 марта 1978, Чапаевск, Куйбышевская область) — российский хоккеист, защитник.

## Биография
Воспитанник нижнекамского «Нефтехимика». В первенстве России играл за команды «Нефтехимик» (1993/94 — 1994/95, 1995/96 — 1996/97, 1998/99 — 1999/2000), «Торпедо-2» НН (1994/95), «ЦСКА-2» (1995/96), «Нефтехимик-2» (1995/96 — 2000/01), ХК ЦСКА (1997/98), «Кристалл» Электросталь (1998/99), «Нефтяник» Лениногорск (1999/2000), «Витязь» Подольск (2000/01 — 2003/04), «Ариада-2» Волжск (2006/07).
На драфте НХЛ 1997 года был выбран в 9-м раунде под общим 232-м номером клубом «Сент-Луис Блюз».
Чемпион Европы среди юниоров 1996.